# Urostrophus
Urostrophus är ett släkte av ödlor som listas i familjen Polychrotidae eller till familjen Leiosauridae. 
Arter enligt Catalogue of Life och The Reptile Databas:
- Urostrophus gallardoi
- Urostrophus vautieri